# Sphingosine kinase

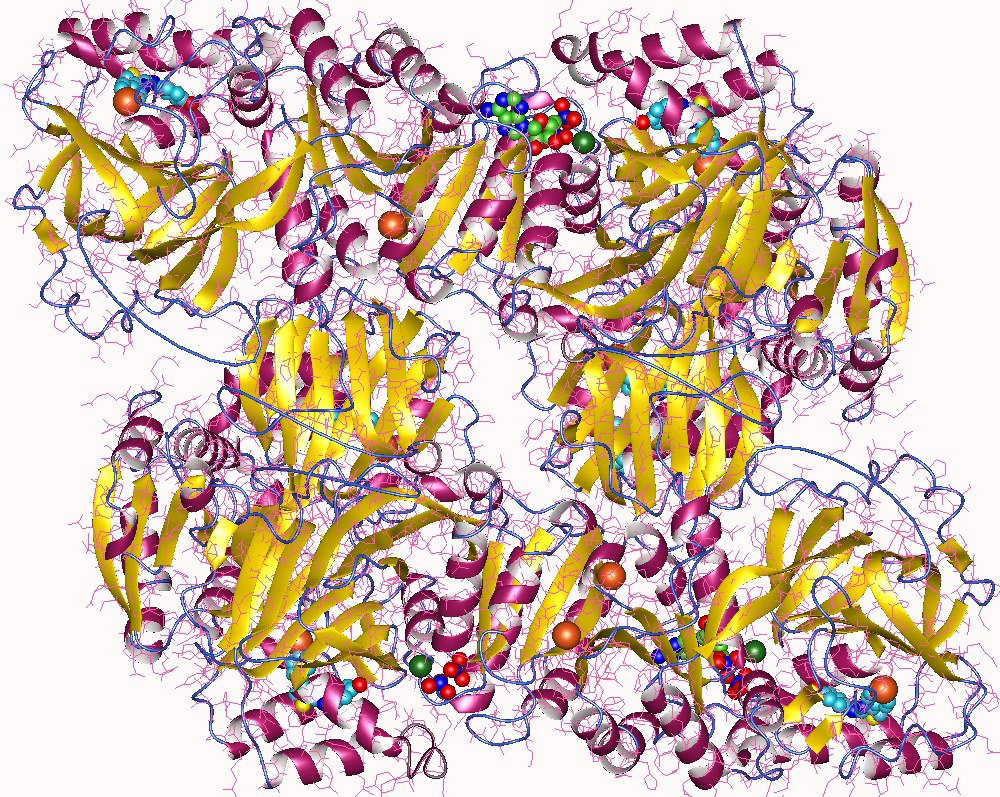
Structure cristalline de shingosine kinase type 1 humaine sous la forme d'un complexe avec un substrat lipidique de type sphingosine, de l'ADP et un inhibiteur

Une sphingosine kinase (SphK) est une enzyme (en l'occurrence une kinase) qui catalyse la conversion de la sphingosine en sphingosine-1-phosphate (S1P) par phosphorylation (addition d'un groupe phosphoryle —PO32−).
Dans la nomenclature EC, les sphingosine kinases portent la référence EC 2.7.1.91.

## Historique
La sphingosine kinase a été isolée la première fois en 1970 par des chercheurs de l'université d'Illinois, elle a été détectée du fait de son activité catalytique.

## Caractéristiques
SphK a été mise en évidence dans les cellules d'espèces vivantes très diverses : mammifères, reptiles, poissons, nématodes, protozoaires… avec une forte conservation de la séquence d'acides aminés.
On connaît deux isoenzymes de sphingosine kinases dans les cellules des mammifères, elles sont désignées par « sphingosine kinase type 1 » (SphK1) et « sphingosine kinase type 2 » (SphK2).
Chez l'humain, SphK1 est composé de 384 résidus d'acides aminés pour une masse de 42,5 kDa, SphK2 est composé de 618 résidus d'acides aminés pour une masse de 65,2 kDa.
SphK1 est une kinase cytoplasmique alors que SphK2 est située dans le noyau, le réticulum endoplasmique et les mitochondries. SphK2 comporte un signal de localisation nucléaire à son extrémité N-terminale.
SphK1 est fortement exprimée dans la rate, les poumons et les leucocytes, alors que SphK2 est fortement exprimée dans le foie et les reins
Des recherches menées sur des souris ont montré que l'absence de SphK de type 1 et de type 2 avaient des conséquences mortelles, alors que l'absence de SphK d'un seul type n'était pas mortelle.

## Génomique
Chez l'humain, le gène de SphK1 est situé sur le chromosome 17 q25.1 (sous-bande 1 de la bande 5 de la région 2 du bras long), le gène de SphK2 est situé sur le chromosome 19 en position q13.33 (sous-bande 33 de la bande 3 de la région 1 du bras long). Les deux isoenzymes ont chacune plusieurs isoformes.

## Activité

### Produit de départ: la sphingosine
La sphingosine est un alcool gras qui possède dix-huit atomes de carbone, deux groupements hydroxyle –OH et un groupement amine –NH, elle est à la base de la structure des sphingolipides.
Elle est composée d'une chaîne de 18 atomes de carbone et d'une fonction amino-alcool (appelée base sphingoïde) : 

### Réaction de synthèse
Le groupe hydroxyle (—OH) fixé sur le carbone en C1 va être substitué par un groupement —O—PO3−H lors de la phosphorylation par la sphingosine kinase pour obtenir la sphingosine-1-phosphate : 
Le groupe phosphoryle (—PO32−) est obtenu à partir d'une molécule d'ATP (Adénosine triphosphate) : 
À l'issue de la synthèse, la molécule d'ATP s'est transformée en molécule d'ADP (Adénosine diphosphate) : 

### Produit d'arrivée: la sphingosine 1-phosphate
La sphingosine-1-phosphate (S1P) est un sphingolipide de signalisation cellulaire, qui agit comme un médiateur lipidique bioactif.
C'est un médiateur de la signalisation cellulaire. L'activation de SphK et la production de S1P ainsi sécrétée dans le sérum sanguin des mammifères, constituent de ce fait une étape essentielle dans de nombreux mécanismes de signalisation cellulaire.